# Koffee
Mikayla Simpson, plus connue sous le pseudonyme de Koffee, née le 16 février 2000, est une musicienne, auteure-compositrice-interprète de reggae jamaïcaine, également rappeuse, deejay et guitariste.

## Biographie
Mikayla Simpson est originaire de Spanish Town. Membre de l'Église adventiste du septième jour, sa mère est une actrice occasionnelle, et une employée du ministère de la santé. Les premières inspirations musicales de Koffee proviennent du milieu religieux de sa mère. Elle chante alors dans la chorale de son église, et s'initie à la guitare à l'âge de douze ans sur un instrument emprunté à un ami. Elle commence à écrire des paroles inspirées par les compositions du chanteur de reggae Protoje. 
Adolescente, elle fréquente l'Ardenne High School à Kingston. En 2016, elle remporte un concours de jeunes talents organisé dans son lycée, sans se rendre compte que le spectacle informel auquel elle participe est une audition. Elle poursuit son apprentissage de la théorie musicale et la technique vocale dans la chorale du Ardenne High School. Elle se produit une nouvelle fois sur scène lors de sa dernière année de lycée, devant environ 1 000 personnes. Un moment décisif pour la jeune femme qui concrétise son souhait de démarrer une carrière musicale.  

## Carrière musicale
Koffee gagne en popularité à la suite de la publication de vidéos musicales sur le réseau social Instagram. En 2017, elle sort un premier titre Legend, avec juste sa voix et sa guitare acoustique. Hommage au sprinteur jamaïcain Usain Bolt, la chanson devient un succès viral, grâce au partage de la chanson par l'athlète sur son propre compte Instagram. La prise de conscience de la violence et des problèmes sociaux dont elle a été témoin en grandissant influencent ses textes. Parmi ses inspirations musicales, l'artiste cite les musiciens Protoje, Chronixx, Super Cat et Giggs.
La musicienne elle participe à l'album collectif Ouji Riddim avec le titre Burning, édité chez Upsetta Records. Burning est né de son désir d'aller de l'avant malgré la déception de ne pas avoir pu entrer en sixième année après avoir obtenu son diplôme de l'Ardenne High School. En juin 2017, elle est présente à la première place du Top 30 Reggae Chart de The Foundation Radio Network, couvrant New York et le sud de la Floride.
En janvier 2018, l'artiste Cocoa Tea l'invite à se produire sur la scène du festival de reggae Rebel Salute en Jamaïque, et au Rototom Sunsplash en Espagne. La même année, elle participe à une tournée au Royaume-Uni aux côtés de l'artiste Chronixx. Le single Raggamuffin sort en décembre 2018. Koffee y dénonce la violence armée et la négligence du gouvernement envers les jeunes. La BBC Radio 1Xtra lui décerne le "Hot for 2019". Son single suivant, Toast, est produit par izybeats et Walshy Fire de la formation Major Lazer. Les artistes Protoje et Chronixx sont présents dans le vidéo clip. En 2019, le rappeur, chanteur et producteur canadien Tory Lanez réalise un remix de Toast dans le cadre de son EP nommé International Fargo. 
En 2018, Koffee signe avec le label Columbia Records pour la sortie de l'EP Rapture,,,. La vidéo du titre Throne réalisé dans sa ville natale de Spanish Town, est diffusée pour la première fois sur le site de The Fader, le 22 janvier 2019. Le 26 novembre 2019, Koffee enregistre un premier projet collaboratif W, avec l'artiste de hip-hop Gunna. 
En 2020, Koffee est annoncée en première partie du chanteur et acteur anglais Harry Styles pour certaines dates de la partie nord-américaine et latino-américaine de sa tournée 2020 Love On Tour.

## Distinctions
En 2020, Koffee remporte le Grammy Award du meilleur album de reggae pour Rapture lors de la 62e cérémonie des Grammy Awards. Elle devient la plus jeune personne à dix-neuf ans, et la seule femme à être récompensée dans cette catégorie,.

## Discographie

### Albums
- 2019 : Rapture
- 2022 : Gifted

### Singles
- 2017 : Legend
- 2017 : Burning
- 2018 : Raggamuffin
- 2018 : Toast
- 2019 : Blazin
- 2019 : Throne
- 2019 : Rapture
- 2019 : W avec Gunna, Columbia Records
- 2020 : Lockdown